# Reprezentacja Andory na Mistrzostwach Świata w Narciarstwie Klasycznym 2007
Reprezentacja Andory na Mistrzostwach Świata w Narciarstwie Klasycznym 2007 liczyła 1 sportowca. Najlepszym wynikiem było 75. miejsce Francois Jacques'a Soulie w biegu mężczyzn na 15 km.

## Wyniki

### Biegi narciarskie mężczyzn
Bieg na 15 km
- Francois Jacques Soulie – 75. miejsce